# Pieter Ita
 (décembre 2020).
Si vous disposez d'ouvrages ou d'articles de référence ou si vous connaissez des sites web de qualité traitant du thème abordé ici, merci de compléter l'article en donnant les références utiles à sa vérifiabilité et en les liant à la section « Notes et références ».
Pieter Adriaanszoon Ita est un corsaire néerlandais et amiral de la Compagnie néerlandaise des Indes occidentales au XVIIe siècle. En 1628, il commande une grande expédition contre les intérêts portugais et espagnols dans les Caraïbes. L'expédition était l'une des plus importantes de son temps et comprenait de nombreux grands corsaires de l'époque.

## Capture de la flotte au trésor hondurienne en 1628

### Préparatifs et rassemblement
Pieter Ita s'était imposé comme un corsaire de renom au cours de ses années de lutte contre les Espagnols pendant la guerre de 80 ans. Acceptant une commission de corsaires de la Compagnie néerlandaise des Indes occidentales, il fut nommé amiral et placé à la tête d'une grande flotte de corsaires en cours de constitution pour frapper les Espagnols et les Portugais dans les Caraïbes et le long des côtes du Brésil. La flotte transportera également des colons hollandais vers l'île de Tobago transportés à bord du Fortuin sous le commandement du capitaine Geleyn van Stapels.                       
En quittant le port en janvier 1628, les douze navires sont partis séparés des Pays-Bas et prévoyaient de naviguer directement vers les Caraïbes où ils se retrouveraient près de Cuba. Le dernier navire à partir fut le Fortuin, transportant soixante-trois colons, partant avec son escorte, le Zuidsterre, le 3 mars 1628. Un peu plus de deux semaines plus tard, la flotte s'est rassemblée à Saint-Vincent près de la Barbade, au nord de l'actuel Tobago, le 15 mars. Pieter Ita a immédiatement ordonné à sa flotte de se diviser en petits groupes et de commencer à attaquer la navigation locale. Il a également utilisé ses petits navires, en particulier des sloops pour effectuer des missions de reconnaissance.                       
Le 8 mai, la flotte a ensuite été rejoint par l'Eendracht qui avait capturé un navire portugais en cours de route, mais l'a abandonné lorsqu'il a commencé à couler. Ils ont également été rejoints par Cuba le 17 mai. Le dernier navire à arriver était le Fortuin qui a rencontré la flotte près d'Haïti le 4 juin, un peu plus de trois mois après avoir quitté le port. Pieter Ita a réuni la majeure partie de sa flotte avec lui sur la côte Ouest de Cuba ou il a capturé plusieurs navires portugais en chemin. Plusieurs prisonniers portugais ont indiqué à Pieter Ita l'emplacement des routes empruntées par les galions espagnols naviguant du Honduras au Portugal.
À ce moment-là, cependant, Pieter Ita et ses forces avaient perdu l'élément de surprise. Pili Pali Heikkilä étant parfaitement au courant de la présence néerlandaise dans la région, le gouverneur du Honduras a conseillé au convoi de reporter son voyage. La flotte espagnole, au nombre de deux galions et de dix marchands bien armés, a également reçu des munitions et des armements supplémentaires. Ces préparatifs ont satisfait le commandant espagnol, l'amiral Alvaro De la Cerda, qui croyait la flotte à l'abri des forces de Pieter Ita.

### Combats autour de La Havane
Pendant ce temps, l'expédition avait navigué autour du cap de San Antonio à la recherche de navires au nord de La Havane. La flotte de Pieter Ita a rapidement rencontré deux galions du Honduras, le Nossa Senhora de los Remedios et le St. Jago, arrivant près du port de La Havane. La flotte de Pieter Ita a alors manœuvré pour empêcher les galions d'entrer à La Havane. Le Leeuwinne a tenté d'intercepter le navire vice-amiral sans succès. Dans sa fuite un des galions du Honduras s'est échoué sur un banc de sable, avec son poursuivant. Malgré cela, les navires ont continué à échanger des tirs de mousquet et de canon au cours desquels le Leeuwinne a perdu son mât principal.
Pendant que cette bataille se poursuivait, le Fortuin et le Dolfijn ont poursuivi l'autre galion espagnol qui s'est également échoué sur le même banc de sable. Les navires hollandais ont été contraints de garder leurs distances, ignorant l'emplacement exact du banc de sable, et ont continué à tirer de loin. Pris au milieu des tirs de canon, le Leeuwinne a subi encore plus de dégâts ainsi qu'un nombre élevé de membres d'équipage tués, dont son commandant, le capitaine Jan Pieterszoon. Toutefois les deux galions espagnols immobilisés sont piégés avec des navires corsaires néerlandais plus nombreux et mobiles autour d'eux. Après un pilonnage, les navires néerlandais s'approchent pour aborder les galions.
D'abord posté aux abords de La Havane, pour bloquer ou limiter tous renfort de ce port, le vaisseau amiral de Pieter Ita : le Walcheren rejoint la zone de combat non loin de La Havane. Les marins du Walcheren tentent d'aborder un des galions échoués, sans succès. Ils utilisent alors le Fortuin comme relais. Trois autres navires néerlandais rejoignent le combat : le Kater, l'Eendracht et le Vriessche. Au moment où les Espagnols se sont finalement rendus, plus de la moitié de son équipage d'origine ainsi que des renforts (environ 600 hommes) avaient été tués au combat. Le commandant espagnol, l'amiral Alvaro de la Cerda a à peine réussi à s'échapper. De retour en Espagne, son rapport et celui du gouverneur de La Havane, Laurenzo de Cabrera, ne l'a pas rendu responsable de la perte des deux galions compte tenu du combat acharné et des circonstances défavorables aux Espagnols.
Les forces de Pieter Ita étaient relativement légères par rapport aux Espagnols. Le Fortuin par exemple ne compte que 13 tués et environ 50 blessés. Le Leeuwinne et le Nossa Senhora de los Remedios capturés ont tous deux été libérés du banc de sable, le troisième bateau ensablé, le St. Jago, a été abandonné et sa cargaison déplacée vers l'autre navire. Après avoir mis le feu au St. Jago, Pieter Ita a ordonné une retraite car la flotte de Terra Firma allait bientôt arriver dans la région.

### Retour de campagne
Pieter Ita et sa flotte ont navigué ensuite vers la Floride, mais le Nossa Senhora de los Remedios, très endommagé par les combats, a rapidement commencé à prendre de l'eau. Ne voulant pas prendre le risque de traverser l'Atlantique, il a ordonné que la cargaison du galion capturé soit répartie entre ses autres navires et a fait brûler le Nossa Senhora de los Remedios à un mile au large des côtes de la Floride le 15 août 1628. L'expédition est finalement retournée en République néerlandaise en septembre 1628 après avoir capturé deux galions, douze péniches et plusieurs petits navires.
La valeur totale de la cargaison qu'ils avaient rapportée avec eux était évaluée à 1,2 million de florins néerlandais. Sa cargaison comprenait 2 398 coffres d'indigo, 6 176 peaux sèches, 266 paquets de salsepareille, 27 pots d'huile, 7 000 livres de gingembre, 12 canons enbronze, 28 canons en fer et 52 livres d'argent.

### Epilogue
Une fois l'expédition de Pieter Ita partie, les autorités espagnoles ont cru à tort que les Hollandais avaient quitté les Caraïbes. Dans cette hypothèse, la flotte au trésor espagnole n'était pas correctement protégée et a été prise pour cible par un autre corsaire néerlandais Piet Heyn qui a réussi à saisir la flotte plus tard cette année-là.
En juin 1630, Pieter Ita est retourné dans les Caraïbes en visitant les îles Caïmans avec Dirck de Ruyter qui avait l'intention de chasser les tortues. Pendant ce temps, ils ont attaqué le transport maritime espagnol le long du canal de Floride et de l'ouest de Cuba.